# Louis Pelâtre
Louis-Armel Pelâtre AA (Pancé, França, 12 de maio de 1940) é um religioso francês, bispo católico romano e vigário apostólico emérito de Istambul e administrador apostólico de Istambul dos gregos e administrador patriarcal de Istambul dos melquitas.
Nascido na França, Pelâtre ingressou na Congregação dos Assuncionistas depois de concluir seus estudos, fez sua profissão lá e foi ordenado sacerdote em 24 de maio de 1969. Trabalhando como missionário na Turquia, o Papa João Paulo II o nomeou Bispo Titular de Sasima em 9 de junho de 1992 e o nomeou Vigário Apostólico de Istambul. Foi ordenado bispo em 13 de setembro de 1992 pelo então Núncio Apostólico na Turquia, Sergio Sebastiani; Co-consagradores foram Hovhannes Tcholakian, arcebispo de Istambul dos armênios, e Antónios Varthalítis, arcebispo de Corfu, Zakynthos e Kefalonia.
Foi Presidente da Conferência Episcopal Turca.
O Papa Francisco aceitou sua aposentadoria em 16 de abril de 2016.